# Vincent Otti
Vincent Otti, född cirka 1946 i Atiak i Gulu District, död november 2007, var den näst högste ledaren för rebellgruppen Herrens motståndsarmé (LRA) som är aktiv i gränsregionerna i norra Uganda, Sydsudan och nordöstra Kongo-Kinshasa. Han var en av fem personer för vilka Internationella brottmålsdomstolen utfärdade sina första häktningsorder 5 juni 2005.
Otti har omväxlande omnämnts som "vice ordförande" och "näst högste chef" för LRA, som leds av Joseph Kony. Han var med i LRA sedan dess bildande 1987 och är medlem av "Control Altar", den inre ledningen som utfärdar strategin. Hans häktningsorder från Internationella brottmålsdomstolen omfattar 33 åtalspunkter för krigsförbrytelser sedan juli 2002, däribland attacker mot civila, slaveri och användning av barnsoldater.
Enligt FN-rådgivaren Lars-Erik Skaansar i Uganda dödade Otti 1995 300 personer i sin hemby Atiak, däribland sina egna syskonbarn.